# Frank Kirn
Frank Kirn (* 17. Februar 1969 in Düsseldorf) ist ein ehemaliger deutscher Fußballtorhüter.

## Karriere
Er absolvierte am 18. Oktober 1986 bei einer 0:4-Niederlage gegen den 1. FC Köln ein Spiel in der Fußball-Bundesliga für Fortuna Düsseldorf. Kirn ersetzte in dieser Partie den etatmäßigen Torwart Jörg Schmadtke, der in allen vorherigen Saisonspielen im Düsseldorfer Tor gestanden hatte. Im weiteren Verlauf der Saison wurde er von Trainer Dieter Brei und dessen Nachfolger Gert Meyer nicht mehr berücksichtigt, stattdessen wurden Rudi Kargus und in den letzten Saisonspielen wiederum Jörg Schmadtke eingesetzt. Auch in den beiden darauffolgenden Jahren kam er zu keinem weiteren Einsatz für Düsseldorf. Nach dem Zweitligaabstieg und verpassten Wiederaufstieg wechselte Kirn im Sommer 1988 zum 1. FC Bocholt in die Oberliga Nordrhein. Mit dem Verein wurde er in der Saison 1992/93 Vizemeister, qualifizierte sich für den DFB-Pokal und nahm an der deutschen Amateurmeisterschaft 1993 teil. Von 1994 bis 1997 spielte er mit dem Klub in der Regionalliga West/Südwest. Nach fast zehn Jahren als Stammtorhüter verlor Kirn vorübergehend seinen Platz im Tor an Guido Koltermann (1997) und Thorsten Albustin (2000), kam jedoch immer wieder gestärkt zurück. Für den 1. FC Bocholt absolvierte er über 400 Ligaspiele, dort war Kirn bis ins Jahr 2007 aktiv und übernahm in seiner letzten Saison als Spieler zusätzlich die Position des Torwarttrainers, die er lange innehatte, bis er dort stattdessen Co-Trainer wurde.
Zum Zeitpunkt seines Erstliga-Einsatzes für Düsseldorf war er mit 17 Jahren und 8 Monaten nach Jürgen Friedl und Dirk Drescher der drittjüngste Torhüter der Fußball-Bundesliga und der achtjüngste Spieler überhaupt.